# Seznam župnij dekanije Borovlje
Dvojezična dekanija Borovlje je dekanija rimskokatoliške Krške škofije na avstrijskem Južnem Koroškem oz. v  zvezni deželi Koroški ter zajema župnije in vasi v Rožu, na zhodnih Gurah in v Kaavankah. Dekanija Borovlje ima 15 župnij.
Uradna jezika po cerkvenem pravu sta nemščina in slovenščina (v tem vrstenm redu).
Po cerkvenem pravu, so bile vse župnije dekanije Borovlje do leta 1938 slovenske, le župnija/župnijski cerkvi Borovlje ter Žihpolje sta bili "slovensko-nemški". 
Seznam navaja  župnije, patrocinije, uradni cerkveni ali uradna cerkvena jezika (nemško ali /in slovensko) ter vsa pripadajoča cerkvena poslopja oz. podružnične cerkve.

## Župnije s cerkvenimi poslopji
| Kraj                                               | Patrocinij             | cerkveni/a jezik/a | cerkveno poslopje | slika |
| Bajdiše, nem. Waidisch                             | Sveti Anton Padovanski | nemško / slovensko | Župnijska cerkev Bajtiše |       |
| Borovlje, nem. Ferlach                             | Sveti Martin           | nemško / slovensko | Župnijska cerkev Borovlje Doli, pri Borovljah |       |
| Bilčovs, nem. Ludmannsdorf                         | Sveti Jakob            | nemško / slovensko | Župnijska cerkev Bilčovs Podružnična cerkev Želuče, Podružnična cerkev Sv. Helena, Podružnična cerkev Velinja vas                                                       |       |
| Šentjanž v Rožu, nem. St. Johann im Rosental       | Janez Krstnik          | nemško / slovensko | Župnijska cerkev Šentjanž v Rožu |       |
| Brodi, nem. Loibltal                               | Sveti Lenart           | nemško / slovensko | Župnijska cerkev Brodi Podružnična cerkev Sapotnica |       |
| Glinje, nem. Glainach                              | Sveti Valentin         | nemško / slovensko | Župnijska cerkve Glinje Podružnična cerkev Zdovlje, Podružnična Sv. Ana na Macni                                                                                        |       |
| Golšovo, nem. Göltschach                           | Sveti Danijel          | nemško / slovensko | Župnijska cerkev Golšovo Podružnična cerkev Spodnje Humče |       |
| Kapla ob Dravi, nem. Kappel an der Drau            | Sveti Zeno             | nemško / slovensko | Župnijska cerkev Kapla ob Dravi |       |
| Kotmara vas, nem Köttmannsdorf                     | Sveti Jurij            | nemško / slovensko | Župnijska cerkev Kotmara vas Podružnična cerkev Humberk-grajska kapela, Podružnična cerkev Šmarjeta, pri Kotmari vasi, Podružnična cerkev Šentkandolf, pri Kotmari vasi |       |
| Sele, nem. Zell Pfarre                             | Sveta Marija           | nemško / slovensko | Župnijska cerkev Sele Podružnična cerkev Stara farna cerkev |       |
| Slovenji Plajberk, nem.Windisch Bleiberg           | Sveti Erhard           | nemško / slovensko | Župnijska cerkev Slovenji Plajberk |       |
| Sveče, nem. Suetschach                             | Sveti Lambert          | nemško / slovensko | Župnijska cerkev Sveče Podružnična cerkev Rute, Podružnična cerkev Bistrica, Podružnična cerkev Mače, Podružnična cerkev Šentožbolt                                     |       |
| Šmarjeta v Rožu, nem. Sankt Margareten im Rosental | Sveta Margareta        | nemško / slovensko | Župnijska cerkev Šmarjeta v Rožu Podružnična cerkev Šenttomaž (Gornja vas, Šmarjeta v Rožu)                                                                             |       |
| Žihpolje, nem. Maria Rain                          | Marijino vnebovzetje   | nemško / slovensko | Župnijska cerkev Žihpolje Podružnična cerkev Šenturch v Žihpolju |       |

## Dekani
- Janko Kristof, župnik v Bilčovsu[8]